# Madeline Bell
Madeline Bell (Newark (New Jersey), 23 juli 1942) is een Amerikaanse soul- en gospelzangeres.
Bell maakte naam in de jaren zestig en zeventig in het Verenigd Koninkrijk met de popgroep Blue Mink en met haar bijdrage aan You Can't Always Get What You Want op het Rolling Stones-album Let It Bleed.

## Carrière
Na een wereldtournee met de Alex Bradford Singers besloot ze in 1962 in Engeland te blijven wonen.
In 1968 zong Bell achtergrond- en duetzang op een aantal nummers van Serge Gainsbourg, waaronder "Comic Strip", "Ford Mustang" en "Bloody Jack". In 1969 droeg ze achtergrondzang bij aan het Rolling Stones-nummer "You Can't Always Get What You Want" en ze verzorgde ook achtergrondzang bij een aantal Donovan-opnames, met name zijn hit uit 1969 "Barabajagal", opgenomen met The Jeff Beck Group.
Ook in 1969 werd ze gevraagd als zangeres van Blue Mink, een band die in de periode tot 1974 succesvol was. Samen met Roger Cook zong zij op het debuutalbum van Elton John.
Bij de New London Chorale zong zij op de opname van de rockopera Jesus Christ Superstar van oktober 1970 in het achtergrondkoor. In dezelfde tijd maakte ze ook platen met onder anderen Dave Clark en Mike Smith onder de naam Dave Clark and Friends. Madeline Bell zong ook als gastzangeres op meerdere platen van de Franse synthesizergroep Space, van Didier Marouani, onder meer op de lp's Magic Fly en Just Blue in 1977 en 1978.
In 1983 werkte Bell mee aan The pros and cons of hitch hiking van Roger Waters, zowel als in het achtergrondkoor als in de film, die bij live-optredens op de achtergrond geprojecteerd werd.